# 斯洛博然斯凱 (丘胡伊夫區)

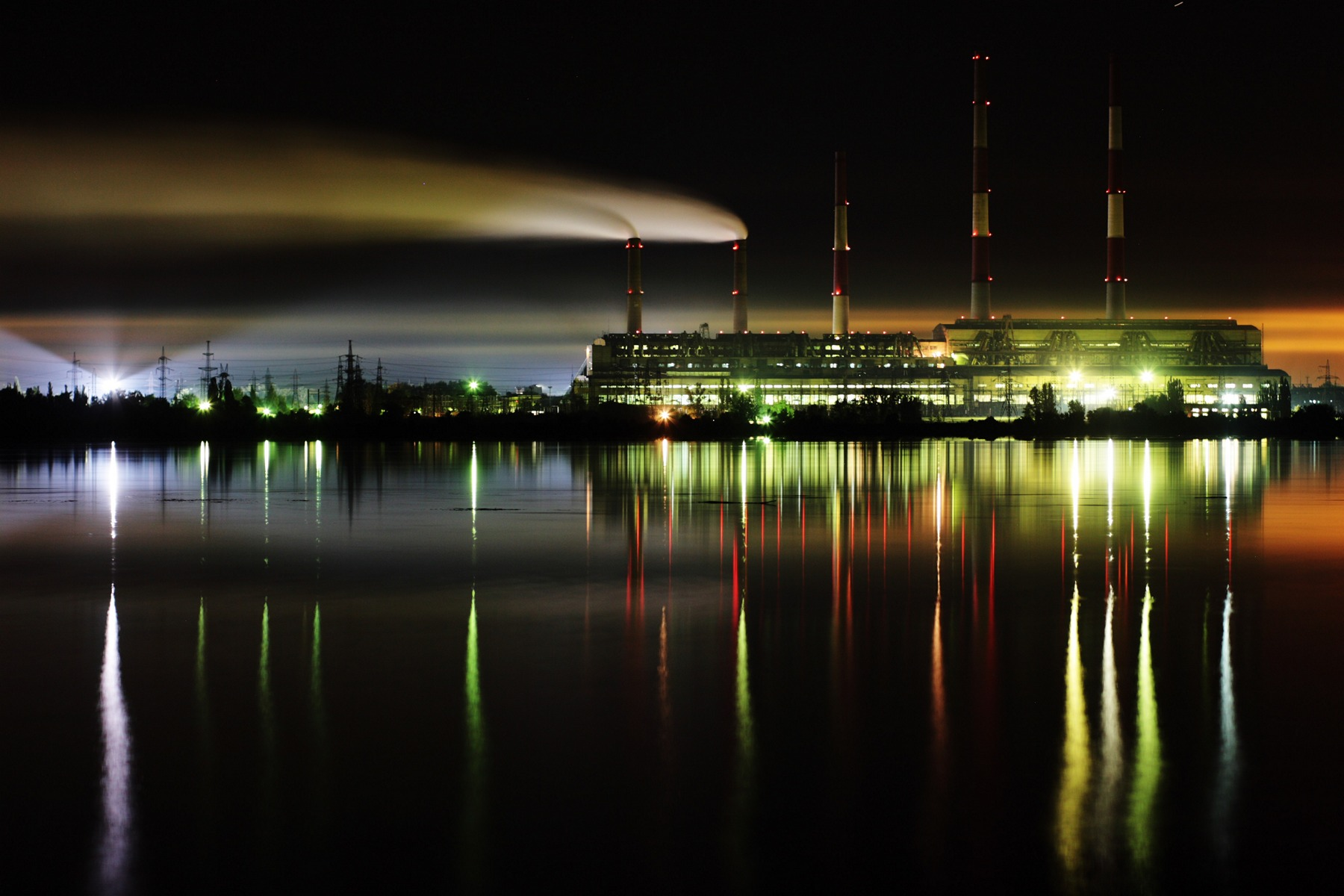
发电站

斯洛博然斯凱（烏克蘭語：Слобожанське）是烏克蘭東部哈爾科夫州丘胡伊夫区斯洛博然斯凱市镇内的城市及其行政中心。處於利曼湖畔，始建於1960年，面積1.4平方公里，2001年人口15,825，人口密度每平方公里11,303.6人。

## 历史
2016年前该地名为共青村（烏克蘭語：Комсомольське）。2016年2月4日据去共化法律改为现名。2024年1月26日，一项新法律生效，废除了市级镇的地位，斯洛博然斯凯成为镇。2025年3月13日，乌克兰最高拉达将斯洛博然斯凯升级为市。